# Skjoldmur
En skjoldmur eller skjoldborg er en kampformation og militærtaktik, der var almindelig i mange kulturer inden tidlig moderne krigsførelse, hvor skydevåben blev almindelige. Der er mange variationer af taktikken, men generelt er det en "mur af skjolde", der blev dannet af soldater i en formation, hvor de stod skulder ved skulder og holdt deres skjolde, så de overlappede hinanden. Hver soldat får beskyttelse fra sin nabos skjold og sit eget.
Den romerske falanks er muligvis en forgænger for skjoldmuren. Vikingerne er kendte for at danne skjoldmure med deres rundskjolde.
I moderne tid bruger politiet i nogle tilfælde skjoldmure i forbindelse med oprør og demonstrationer.